# Chuí
Chuí è un comune del Brasile nello Stato del Rio Grande do Sul, parte della mesoregione del Sudeste Rio-Grandense e della microregione del Litoral Lagunar. Si tratta di una città di confine, adiacente alla città uruguaiana di Chuy, con cui forma un unico agglomerato urbano. È il comune più a sud del Brasile